# Aphoven
Aphoven ist ein Stadtteil von Heinsberg im Kreis Heinsberg im westlichen Nordrhein-Westfalen. Das kleine Dorf grenzt an den Ortschaften Scheifendahl, Laffeld, Schleiden und der Kreisstadt Heinsberg.

## Geschichte und Namensgebung
Betrachtet man das Straßenbild von Straeten über Aphoven nach Kirchhoven-Vinn so erkennt man eine klare Struktur. Alle drei Dörfer sind Straßendörfer. Diese lange Zeile von Straßendörfern (Straeten, Scheifendahl, Aphoven, Kirchhoven und Vinn) ist für diese Gegend eher ungewöhnlich. Bei sogenannten Straßendörfern wird in Dörfern mit Geländefurchen, sowie Aphoven eines ist, und in Dörfern am Rande einer Terrasse unterschieden. Die alte Straße (Straeten - Vinn) ist am 22. Mai 1277, wegen eines Rechtsstreites zwischen Dietrich von Heinsberg und Heinrich von Montfort, aufgrund Nutzungsrecht des Haverter-Wald, urkundlich erwähnt. Die Nutzungsrechte des Haverter-Waldes haben vier große Fronhöfe. Der erste große Fronhof war im heutigen Aphoven gelegen und gehörte Ritter Gottfried Luscus (ebenfalls in den obigen Rechtstreit urkundlich erwähnt), der zweite gehörte Ritter Gottfried Rumschuttel und ist im heutigen Heinsberg-Lieck gelegen. Ein weiterer Hof lag in Kirchhoven der den Herren von Heinsberg gehörte. Der vierte und letzte Hof, der Nutzungsrechte an dem Haverter-Wald hatte, war der Fronhof vom Kloster Odilienberg. Der Standort dieses Hofes ist jedoch bis heute unbekannt. Die Organisationsform des Haverter Waldes, entsprach die einer frühmittelalterlichen Landwirtschaft. Das jetzige Dorf Aphoven wurde bereits vor 1277 erwähnt. Denn es ist bekannt, dass es in Aphoven und Straeten Wegegeldstationen gegeben hat. An diesen Stationen mussten Nutzer der alten Straße für die Nutzung zahlen.
Forscher vermuten eine alte Römerstraße die von Aachen nach Roermond verläuft. Das obere Stück der Römerstraße wurde bereits entdeckt und verläuft von Aachen nach Geilenkirchen. Experten vermuten nun, dass die alte Straßen zwischen (Straeten - Aphoven - Vinn) eben diese Römerstraße sein könnte. Aufgrund der Namen der Flurstücke wie „am Heerweg“ oder der römischen Funde nahe Straeten könnte sich diese These bewahrheiten. Untersuchungen dahingehend sind bislang nicht geplant. Im weiteren Verlauf bauten vermutlich die Arbeiter des Fronhofes weitere Unterkünfte in Aphoven. Zu einem späteren Zeitpunkt wurde in der Umgebung Güter gefunden die in der Zeit um 1277 für die vier Höfe von Bedeutung gewesen waren. So haben die vier Hofverbände gemeinsam begonnen das Umland von Aphoven zu roden. Nach der Rodung siedelten sich „Außenstellen“ der Haupthöfe (Aphoven, Lieck, Kirchhoven und Odilienberg) dort an. Der Nachbarort Laffeld ist so entstanden. Der große „Haupthofes“ des Ritters Gottfried Luscus, im heutigen Aphoven, verlor somit immer mehr an Bedeutung.
Nach Einmarsch der französischen Revolutionstruppen und Einrichtung der Verwaltung bildete Aphoven zusammen mit Laffeld und Schafhausen bis 1815 die Mairie Aphoven im Kanton Heinsberg. Den französischen Einfluss in Aphoven kann man heute noch in der Sprache der älteren Dorfbewohner hören. So redet man Umgangssprachlich von einem „parapluie“ (zu deutsch Regenschirm), „trottoir“ (zu deutsch Bürgersteig) oder einer „Fourchette“ (zu deutsch Gabel). Auch die Umgebung rund um den Sportplatz (am Heideweg) wird als „op de Patrijot“ bezeichnet, den eine, noch heute ansässige Familie, hat dort einen französischen Offizier erschossen, der gewalttätig war und vergewaltigte.
Nach dem Wiener Kongress entstand die Bürgermeisterei Aphoven – bestehend aus den Orten Aphoven, Laffeld, Schafhausen und Schleiden – im Kreis Heinsberg/Regierungsbezirk Aachen/Großherzogtum Niederrhein (ab 1822 Rheinprovinz). 1932/33 legte man die Kreise Heinsberg und Geilenkirchen zusammen. Die Bürgermeisterei Aphoven gliederte man 1935 dem Amtsverband Waldenrath an.
Der Zweite Weltkrieg hatte dem Dorf schwere Schäden zugeführt. Aphoven lag an der Front.
Anlässlich der kommunalen Neugliederung wurde die Gemeinde Aphoven am 1. Juli 1969 aufgelöst. Aphoven gehört seitdem zur Stadt Heinsberg.
Namensgebung:
Wie genau es zu dem Namen „Aphoven“ gekommen ist, ist bis heute unklar. Eine Theorie geht zurück auf den Ritter Gottfried Luscus. Es ist bekannt, dass Namen in dieser Zeit aufgrund Ihrer Lage vergeben worden sind. Die ältesten Ortsnamen für den Bereich sind die, mit dem Grundwort -hoven. Sie liegen alle an der alten Straße, der Name deutet auf die Entstehung während der Blütezeit der Grundherrschaft. Die Bestimmungswörter lassen noch eine gewisse Beziehung zueinander erkennen, was auch für die Anlage durch einen Grundherren spricht. Wir hätten also einen Hof, zu dem eine Kirche gehörte (Kirchhoven), einen „alten Hof“ (Aldenhoven, heutiges Lieck) und einen oberen Hof – vom Terrassenrand aus gesehen – Aphoven, das in ältesten Quellen Up- oder Ophoven heißt.
Eine weitere Theorie ist, dass ein altes Bauerngehöft welches „ab vom Hof“ war, das Aphoven im Talgraben nahe Heinsberg seinen Namen verlieh.

### Gedicht über Aphoven aus dem Revolutionsjahr 1848
Rebelliges Aphoven, wie bist du schön! Wo die Säufer, fest wie Eichen, dem Vereine nimmer weichen, fest für Bier und Branntwein stehen. Rebelliges Aphoven, wie bist du schön!

## Lage und Verkehr
Der Ort liegt südwestlich des Kernortes Heinsberg. Östlich verlaufen die B 221 und die A 46, die an der B 221 endet.
Die AVV-Buslinien 410, 472 und 474 der WestVerkehr verbinden Aphoven wochentags mit Heinsberg, Geilenkirchen und Gangelt. Abends und am Wochenende kann der MultiBus angefordert werden. An Schultagen verkehrt zudem die Linie 436. Die Linie fährt nicht durch den Ort und bedient nur die Haltestellen „Aphoven Oberlieck“, „Aphoven Oberlieck (L228)“, „Aphoven Aphovener Hof“ und „Aphoven Abzw. Braunsrath“.
| Linie | Verlauf |
| ----- | --- |
| 410   | (Oberbruch Schulzentrum – Unterbruch –) Heinsberg Busbf – Heinsberg AOK – (Schleiden – Uetterath – Rischden) / (Aphoven – Scheifendahl – Straeten – Waldenrath – Tripsrath – Hochheid) – (Bauchem – Geilenkirchen Schulzentrum – Bauchem –) Geilenkirchen Bf                           |
| 436   | Heinsberg Busbf – Selsten – (Hontem – (Waldfeucht –) Bocket –) Abzw. Nachbarheid – Breberen – Saeffelen – Heilder – Höngen (→ Stein → Havert → Schalbruch → Isenbruch → Millen → Tüddern)                                                                                              |
| 472   | Heinsberg Busbf – Schleiden / (Aphoven – Laffeld – Scheifendahl – Erpen) – Straeten – Waldenrath – Birgden (– Schierwaldenrath – Langbroich – Vinteln – Gangelt) |
| 474   | Heinsberg Busbf – (Aphoven – Laffeld –) Selsten – (Braunsrath – Löcken – Schöndorf – Obspringen – Brüggelchen) / Hontem – Waldfeucht – Bocket – Saeffelen / Abzw. Nachbarheid ← Breberen – (Harzelt ← Langbroich ←) (Kievelberg – Hastenrath) / (Brüxgen – Schümm) / Vinteln – Gangelt |

Das Ultraleichtfluggelände Heinsberg-Aphoven liegt etwa 1,3 km nordwestlich der Ortsmitte.

## Vereine und Dorfleben
In dem Ort Aphoven steht das Vereinsleben an erster Stelle vieler Einwohner. Aphoven wird daher von seinen vielen Vereinen geprägt. Zu diesen zählen:
- Freiwillige Feuerwehr Stadt Heinsberg Löscheinheit Aphoven-Laffeld-Scheifendahl
- St. Arnoldi Schützenbruderschaft Aphoven
- Trommler- und Pfeiferkorps „Bleib treu“ Aphoven
- SVG Aphoven – Laffeld
- Ortsring Aphoven
- Frauengemeinschaft Aphoven
- Männergesangsverein Aphoven-Braunsrath

Die freiwillige Feuerwehr ist die wichtigste Institution in einem Dorf wie Aphoven. Sie hilft bei fast jedem Fest mit ihren Ressourcen. Die zahlreichen Veranstaltungen der Löscheinheit werden immer gerne von der Dorfbevölkerung besucht. Hat ein Einwohner ein Problem, so ist die Feuerwehr zur Stelle. Aber wie auch viele andere „Vereine“ hat die Feuerwehr mit Nachwuchsprobleme zu kämpfen. Damit die Feuerwehr weiterhin auch tagsüber schlagkräftig ist, wurde diese im Jahre 2012 mit den umliegenden Dörfern Laffeld und Scheifendahl zusammengelegt. Im Jahre 2018 war es endlich für die Feuerwehr soweit, das neue Feuerwehrhaus, welches ihren Standort in Aphoven hat, konnte gebührend eingeweiht werden. Die Löscheinheit rückt seitdem zusammen von Aphoven, zu Einsätzen aus. Die fusionierte Einheit sucht jederzeit Verstärkung. Jeder engagierte Mitbürger und Mitbürgerinnen die in Aphoven, Laffeld, Scheifendahl oder Erpen wohnen sind dort jederzeit willkommen.
Die Schützenbruderschaft des Ortes Aphoven prägt das Leben im Ort, seit 1901, erheblich. Zweimal im Jahr feiern die Schützen ihre Kirmes. Die erste findet jedes Jahr am zweiten Mai Wochenende statt und die Spätkirmes am zweiten Augustwochenende. Wenn in Aphoven Kirmes ist, ist das ganze Dorf mit Fahnen geschmückt. Ein Highlight ist der Große Festumzug. Der Schützenverein hat seinen Namen „St. Arnoldi Schützenbruderschaft Aphoven e. V.“ nicht, wie man meinen könnte, dem heiligen Arnold von Arnoldsweiler gewidmet, sondern Arnold König. Arnold König war auch kein Gründungsmitglied, sondern ein Sympathisant von der Idee, einen Schützenverein in Aphoven zu gründen. Arnold König spendete so, nicht nur die erste Vereinsfahne, die den damaligen Vereinsspruch „Sicheres Auge, fester Stand und ein Herz fürs Vaterland“ trug, sondern auch die ersten Uniformen. Als Dank nannten die Gründungsmitglieder des Schützenvereines, den Verein St. Arnoldi.

## Religion

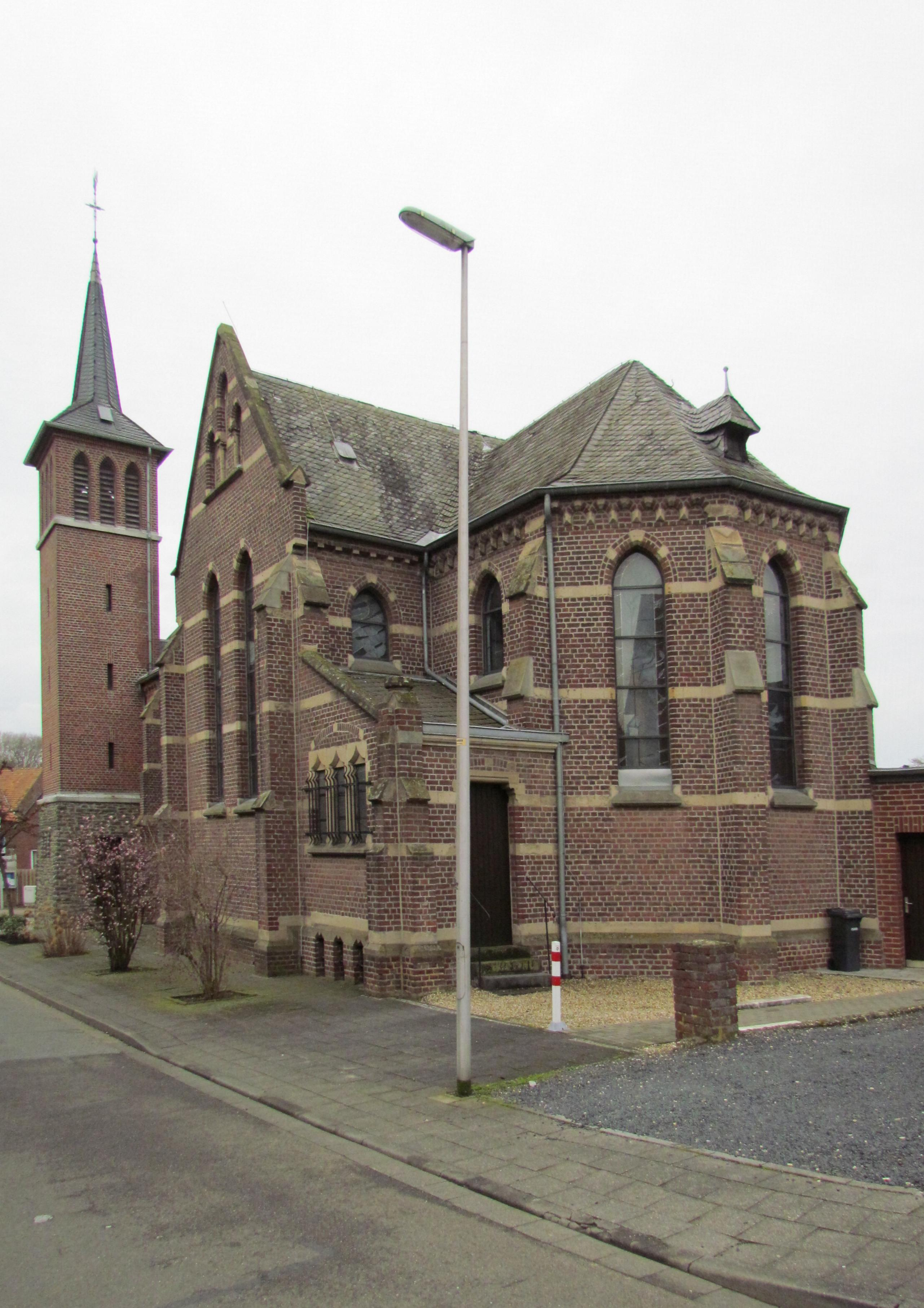
Herz-Jesu Kirchen, Ansicht vom Blankenberg

Die Mehrheit der Bevölkerung von Aphoven ist römisch-katholisch. Dies ist auch durch die vielen Wegkreuze und der großen Herz Jesu Kirche, die im Mittelpunkt des Dorfes ihren Platz hat, deutlich zuerkennen.

## Sehenswürdigkeiten
- Der „Siepefejer“ Brunnen. Im Hintergrund ist das älteste Haus in Aphoven zu sehen. Herz Jesu (Aphoven)
- Siepefejer
- Das alte Haus des Bäckers

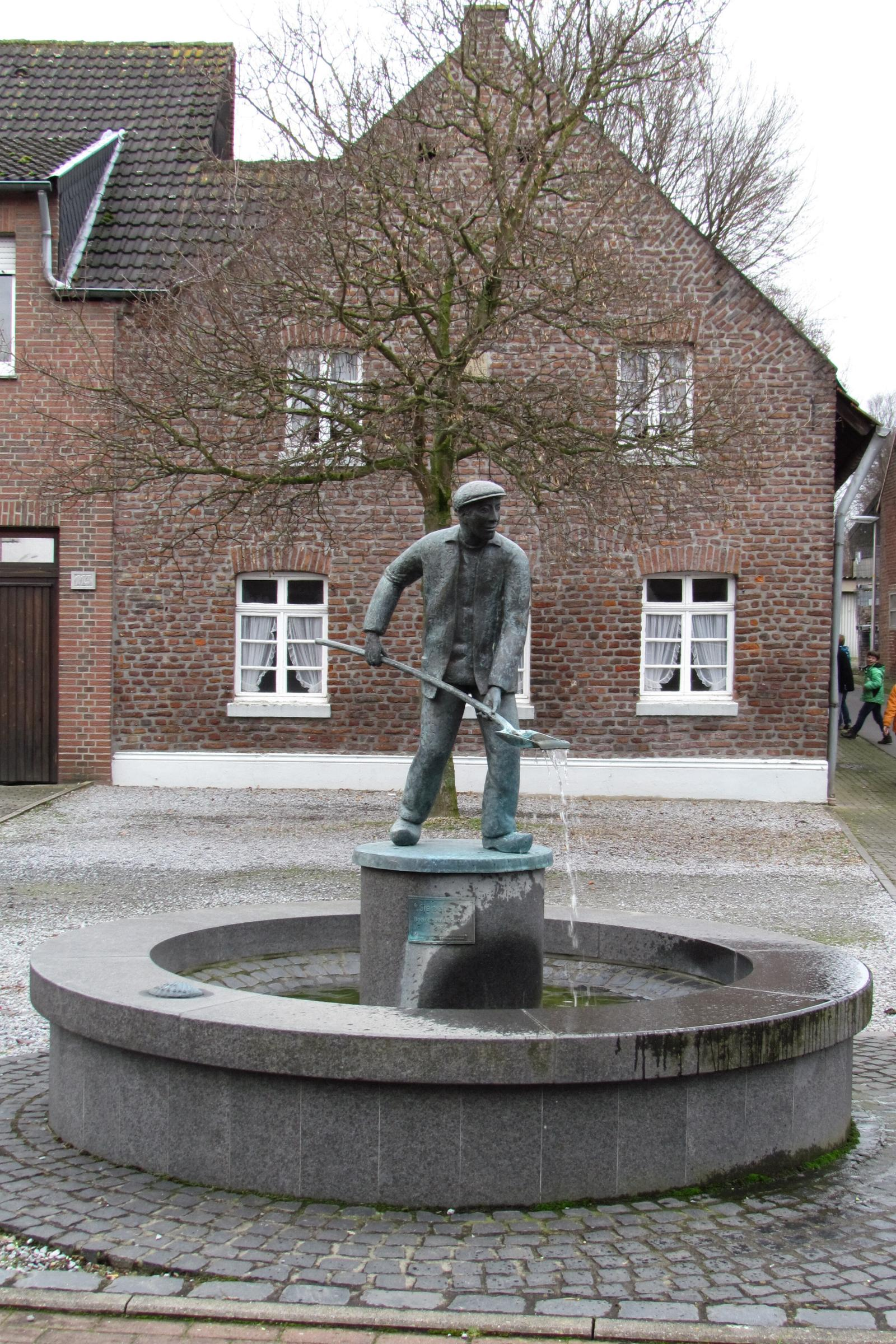
Der „Siepefejer“ Brunnen. Im Hintergrund ist das älteste Haus in Aphoven zu sehen.

- ehm. Rittersitz und Wasserschloss Oberlieck

Der Siepefejer: Der kleine Brunnen in der Mitte des Ortes wurde 2006 im Rahmen des Schützenfestes eingeweiht. Dieser wurde durch Spenden finanziert. Der Brunnen soll an den kleinen Bach „de Siep“ erinnern, der einst durch Aphoven floss. Der Siepefejer stellt einen der damaligen Bachreiniger dar.
Rittersitz Oberlieck: Ursprünglich stand hier ein Wasserschloss, der Rittersitz Oberlieck, dessen Wurzeln bis ins 13. Jahrhundert zurückreichen. Oberlieck ist der alten Bezeichnung „super Leie“ entnommen und bedeutet so viel wie „oberhalb von Lieck liegend“. Dem Namen nach gehört Schenkelieck zu Lieck, geografisch zu Aphoven. Der heute rechteckig geschlossene Hof liegt am Ortseingang von Aphoven.